# Lawrence County (Missouri)
Lawrence County is een county in de Amerikaanse staat Missouri.
De county heeft een landoppervlakte van 1.588 km² en telt 35.204 inwoners (volkstelling 2000). De hoofdplaats is Mount Vernon.

## Naam
Lawrence County bestaat sinds 1845 en werd vernoemd naar James Lawrence (1781-1813), een officier van de marine, die met de uitspraak: „Don't give up the ship“ in de Brits-Amerikaanse Oorlog (1812), op een moment dat hij reeds dodelijk verwond was, bekend werd.